# جين غواريليا
جين غواريليا (بالإنجليزية: Gene Guarilia)‏ مواليد 13 سبتمبر 1937 - الوفاة 20 نوفمبر 2016، كان لاعب كرة سلة أمريكي. بدأ مسيرته الاحترافية في سنة 1959. تم اختياره من قبل فريق بوسطن سيلتكس خلال الدرافت. حمل الرقم 20. بلغ طوله 6 قدم 5 بوصة (2.0 م). اعتزل اللعب في 1964.

## روابط خارجية
- جين غواريليا على موقع إن بي أي (الإنجليزية)
- جين غواريليا على موقع سبورتس رفرنس (الإنجليزية)
- جين غواريليا على موقع كلية كرة السلة في سبورتس رفرنس.كوم (الإنجليزية)
- جين غواريليا على موقع ريلجم (الإنجليزية)
- جين غواريليا على موقع بروبوليرز (الإنجليزية)